# Hydaticus schultzei
Hydaticus schultzei är en skalbaggsart som beskrevs av Zimmermann 1924. Hydaticus schultzei ingår i släktet Hydaticus och familjen dykare. Inga underarter finns listade i Catalogue of Life.